# Effetti internazionali della rivolta polacca del 1794
Gli effetti della rivolta polacca del 1794 furono il deciso indebolimento della Prima coalizione anti-francese seguito al coinvolgimento di Prussia e Austria nella repressione della grande rivolta polacca del 1794.

## Contesto internazionale della sollevazione polacca

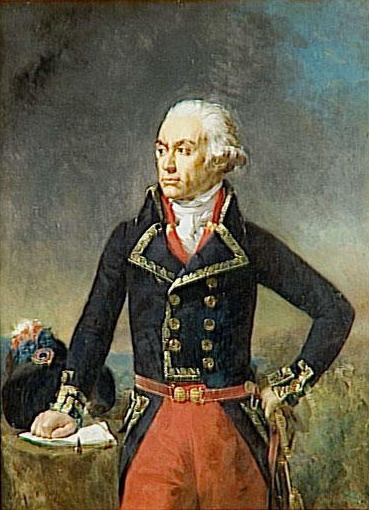
Ritratto del generale Dumouriez

Al momento dello scoppio della rivolta polacca, la Francia rivoluzionaria era in una guerra contro tutti gli stati che la circondavano, complessivamente definiti l'Europa dei tiranni: il 20 aprile 1792 aveva dichiarato guerra al Sacro Romano Impero Germanico di Leopoldo II, presto raggiunta dalla Prussia di Federico Guglielmo II.
Arrestata una prima invasione a Valmy, il generale Dumouriez invase i Paesi Bassi austriaci, vinse a Jemappes, il 6 novembre, occupò il paese e lo annesse.  Il motto del giorno era tutti i governi sono nostri nemici, tutti i popoli sono nostri amici e Danton proclamava che «Il Reno, le Alpi, i Pirenei ed il mare sono i limiti che la natura ha assegnato alla nostra repubblica».
Venne allora il turno del Regno Unito e delle Province Unite.  Le illusioni francesi vennero, però, spazzate via da una grande controffensiva imperiale: le truppe del Sassonia-Coburgo e dell'arciduca Carlo passarono la Roer il 1º marzo 1793, ed inflissero al Dumouriez il disastro di Neerwinden, il 18 marzo.  Il generale sconfitto preferì non sfidare le accuse di tradimento che lo aspettavano a Parigi e si consegnò ai vincitori.  Nel frattempo, i Prussiani di Carlo duca di Brunswick, il 14 aprile investivano la grande fortezza di Magonza: l'assedio si concluse il successivo 23 luglio, con la caduta della città.
A quel punto, l'esercito imperiale poteva contare sul sostegno di un corpo di spedizione inglese (guidato dal duca di York) e sul piccolo esercito delle Province Unite (guidato dai due figli dello statolder, il Principe d'Orange ed il fratello minore Guglielmo).  Essi non bastarono a contenere una seconda controffensiva francese, segnata dalle vittorie di Hondschoote (l'8 settembre) e Wattignies (il 15- 16 ottobre).  Ma, pur tuttavia, gli alleati potevano contare su un formidabile apparato militare e passarono la consueta pausa invernale delle operazioni militari, certi dei propri mezzi per la nuova offensiva di primavera.

## La sollevazione

### Lo scoppio della rivolta

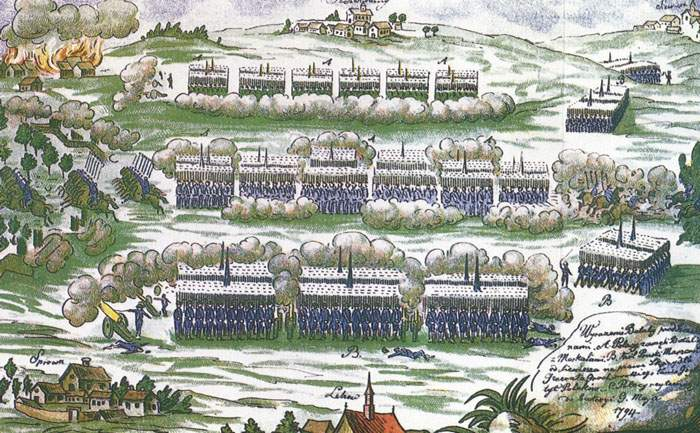
La battaglia di Szczekociny, il 6 giugno 1794

Al momento della ripresa delle operazioni, tutti i piani vennero sconvolti da un avvenimento inatteso: lo scoppio di una grande insurrezione polacca, il 24 marzo 1794.  Inizialmente la rivolta si concentrò sulle truppe russe colà distaccate, che subirono alcuni rovesci.  Essi imposero alla zarina Caterina II di Russia di inviare notevoli rinforzi, inizialmente ammassate al confine turco, in vista di una nuova guerra.  Ciò che diede il via ad una corsa contro il tempo fra quest'ultima, Francesco II d'Asburgo e lo stesso Federico Guglielmo ad accaparrarsi quanti più territori polacchi possibile.
Ciò non tanto per l'entità della minaccia militare polacca, quanto semmai, per la debolezza della ribellione: Berlino non desiderava concedere a San Pietroburgo l'occasione di agire sola su un teatro assai più facile del Belgio, ove, d'altronde, avrebbe potuto ottenere terre piuttosto che sussidi. Mentre, a Vienna il cancelliere Thugut non poteva correre il rischio di restare escluso come era già accaduto, solo all'inizio del 1793, con la seconda spartizione, uno scacco che era costato il posto al suo predecessore al ministero degli esteri austriaco, il Cobenzl.

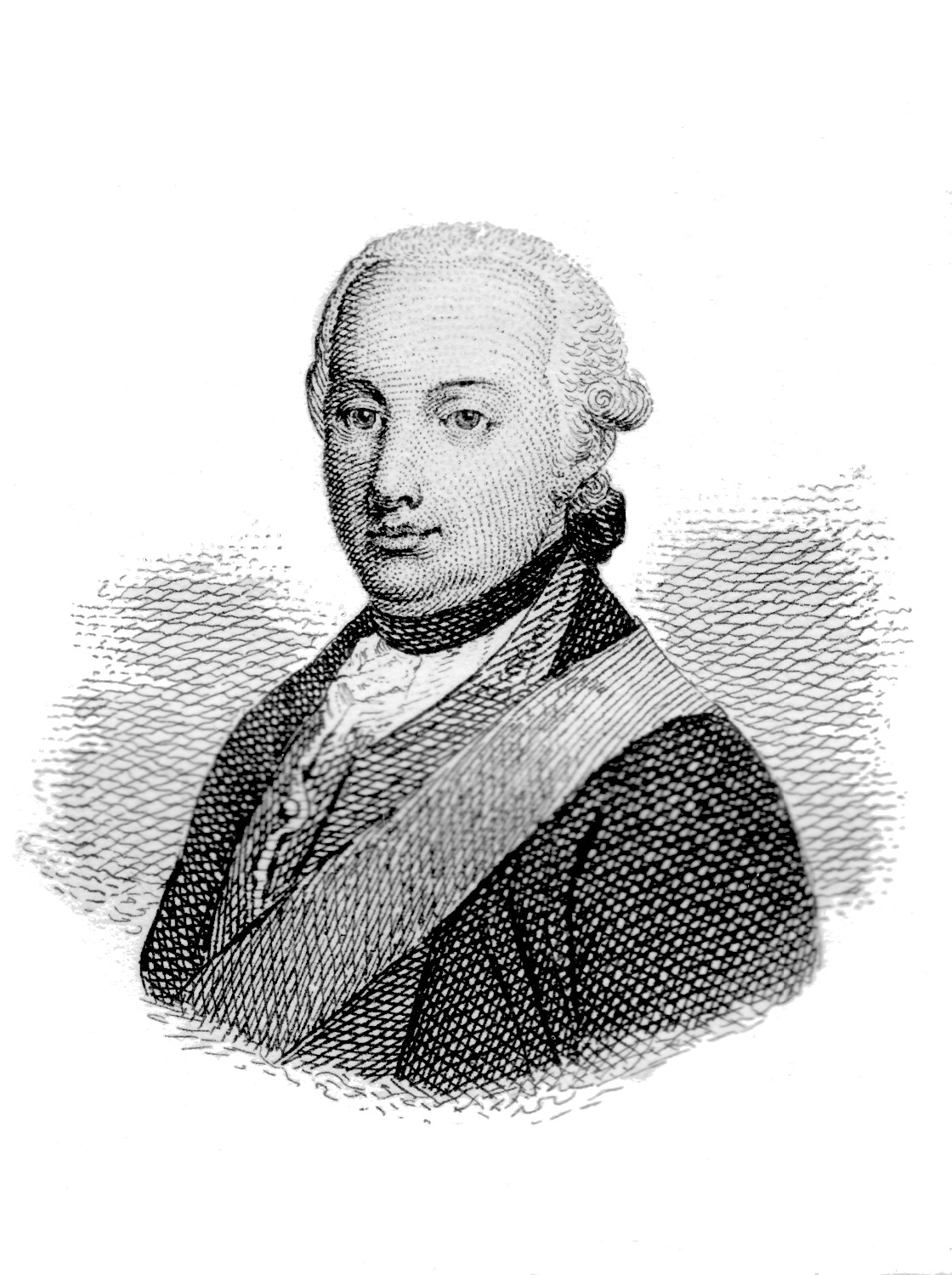
Ritratto del Re di Prussia Federico Guglielmo II

### Disimpegno austriaco e prussiano dal fronte francese
La prevista offensiva nei Paesi Bassi austriaci venne, naturalmente, rimandata.  Al feldmaresciallo Principe di Coburgo venne dato ordine di risparmiare il suo esercito, mentre Thugut comunicava al primo ministro britannico Pitt che l'onere di difendere i Paesi Bassi austriaci toccava, primariamente, alle potenze marittime (Regno Unito e Province Unite):
- Il primo a muovere fu Federico Guglielmo: egli trasferì l'intero esercito dal Reno (ove venne lasciato solo un corpo di osservazione) e passò il confine polacco il 10 maggio.  Unitosi ai Russi, sconfisse i Polacchi a Szczekociny, il 6 giugno, costringendo Kosciusko a ritirarsi su Varsavia, mentre i Russi, il 15 giugno, occuparono Cracovia.
- Tale occupazione era particolarmente imbarazzante per il governo di Vienna, in quanto considerava tale città parte della propria sfera di influenza: ciò spinse Thugut a comandare l'invio di un corpo di spedizione di 20.000 uomini.  Gente ben altrimenti necessaria al Coburgo sul fronte occidentale.

Nessuno dei due interventi, però, risultò decisivo, in quanto Federico Guglielmo fallì l'assedio di Varsavia, durato dal 22 luglio al 20 agosto.  Mentre furono i Russi del Suvorov ad aggiudicarsi la palma della vittoria decisiva, il 10 ottobre 1794 a Maciejowice, ove venne fatto prigioniero lo stesso Kosciusko.  Dopodiché presero e saccheggiarono Varsavia, il 5 novembre ed ottennero la resa, il 16 novembre 1794, dell'ultimo comandante polacco, Tomasz Wawrzecki.

## Conseguenze internazionali

### Il crollo del fronte nei Paesi Bassi e nel Cis-renania

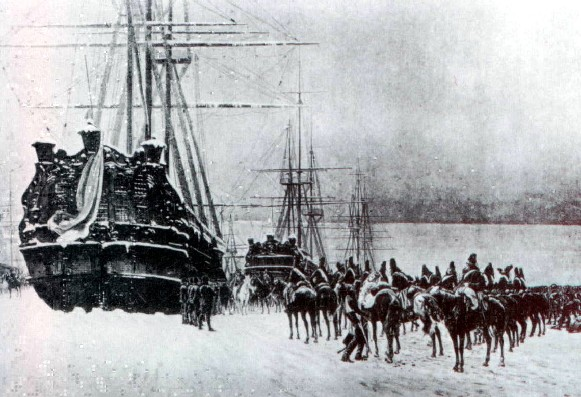
La cavalleria francese cattura una flotta delle Province Unite, bloccato dai ghiacci presso Den Helder

Mentre il grosso dell'esercito prussiano e parte di quello imperiale erano impegnati in Polonia, nei Paesi Bassi Austriaci i Francesi poterono passare all'offensiva, vincendo a Tourcoing (il 18 maggio 1794).  Infine, a Fleurus (il 26 giugno), il Jourdan inflisse una sconfitta decisiva al Sassonia-Coburgo, appoggiato da un contingente olandese del Principe d'Orange: gli imperiale sgombrarono i Paesi Bassi austriaci, lasciando ai francesi libera la strada della Renania e delle Province Unite.
Ciò permise allo stesso Jourdan di assoggettare l'intera riva sinistra del Reno (la cosiddetta Cis-renania) ed al Pichegru di invadere le Province Unite, ove si scatenò un totale rivolgimento politico (passato alla storia come Seconda Rivoluzione batava), che trasformò le antiche e gloriose Province Unite nella 'Repubblica Batava'.

### Il disimpegno prussiano dal conflitto
Berlino dovette ammettere la preponderanza russa, rinunciando a Varsavia.  Ma, cosa ancor più grave, nell'ottobre 1794 dovette subire la denuncia, da parte del Pitt, del Primo Trattato dell'Aia, che garantiva alla Prussia 2,2 milioni di sterline di sussidi (5/6 pagati dal Regno Unito ed 1/6 dalle Province Unite), in cambio dell'impegno a schierare sul Reno 62'400 soldati.
Privo del sussidio inglese, Federico Guglielmo dovette rinunciare a sogni di rivincita ad ovest: ai suoi ministri (l'Haugwitz ed il toscano Lucchesini) non restò altra alternativa che concludere con la Francia, il 1º aprile 1795, la Pace di Basilea.

### L'isolamento austriaco
Quanto a Vienna, con il trattato del 24 ottobre 1795, Thugut aveva ottenuto la Polonia meridionale fino quasi a Varsavia, con Cracovia e Lublino.  Ma, nel frattempo, aveva subito decisivi rovesci sul fronte occidentale.  Non solo, l'uscita dall'alleanza della Prussia, fu seguita, nel corso del 1795, da Sassonia ed Assia, Spagna e Portogallo, Parma e Papato: Vienna era ora sola, insieme al Regno di Sardegna e la lontana Inghilterra a fronteggiare la prossima offensiva francese.

### L'uscita dei Britannici dal continente
Quanto a Londra, con la caduta di Amsterdam il 19 gennaio 1795 e la contestuale fuga in Inghilterra dello statolder Guglielmo V, essa perdeva il proprio principale alleato e satellite sul continente europeo.  E doveva dedicare grandi risorse nella occupazione delle molte colonie olandesi in America ed Asia, per evitare che cadessero in controllo della Francia rivoluzionaria.
Inoltre, la denuncia del 'Trattato dei sussidi dell'Aia' aveva segnato una profonda frattura con la grande potenza prussiana, che, non a caso, di lì a due anni, avrebbe rifiutato di partecipare alla seconda coalizione anti-francese, del 1798.